# Majuro
Majuro (IPA: [ˈmædʒəroʊ) è la capitale della Repubblica delle Isole Marshall. Conta 27 797 abitanti (2011) ed è composta dall'omonimo atollo comprendente 64 isolette. La municipalità è sede delle strutture scolastiche dello stato, di un aeroporto internazionale, un porto e numerose strutture turistiche.

## Popolazione
La popolazione risiede in 20 villaggi. I maggiori sono:
- Ajeltake (1 170 ab.)
- Laura (2 256 ab.)
- Rita (19 332 ab.), conosciuto anche come Delap-Uliga-Djarrit e, più propriamente, capitale dello stato.

### Evoluzione della popolazione
| Popolazione |       |       |        |        |        |        |
| Anno        | 1958  | 1967  | 1973   | 1980   | 1988   | 1999   |
| Abitanti    | 3.415 | 5.249 | 10.290 | 11.791 | 19.664 | 23.676 |

## Clima
| Majuro              | Mesi | Mesi | Mesi | Mesi | Mesi | Mesi | Mesi | Mesi | Mesi | Mesi | Mesi | Mesi | Stagioni | Stagioni | Stagioni | Stagioni | Anno  |
| Majuro              | Gen  | Feb  | Mar  | Apr  | Mag  | Giu  | Lug  | Ago  | Set  | Ott  | Nov  | Dic  | Inv      | Pri      | Est      | Aut      | Anno  |
| ------------------- | ---- | ---- | ---- | ---- | ---- | ---- | ---- | ---- | ---- | ---- | ---- | ---- | -------- | -------- | -------- | -------- | ----- |
| T. max. media (°C)  | 29,4 | 29,6 | 29,7 | 29,8 | 29,8 | 29,8 | 29,8 | 30,2 | 30,2 | 30,2 | 29,9 | 29,5 | 29,5     | 29,8     | 29,9     | 30,1     | 29,8  |
| T. min. media (°C)  | 24,8 | 24,9 | 24,9 | 25,0 | 24,9 | 24,8 | 24,7 | 24,9 | 24,9 | 24,9 | 24,9 | 24,8 | 24,8     | 24,9     | 24,8     | 24,9     | 24,9  |
| Precipitazioni (mm) | 214  | 169  | 210  | 271  | 290  | 294  | 329  | 292  | 319  | 356  | 331  | 290  | 673      | 771      | 915      | 1 006    | 3 365 |

## Amministrazione

### Gemellaggi
- Taipei, Taiwan
- Kawai, Nara, Giappone
- Guam, Stati Uniti, dal 1973